# Cardiotoxina
| Cardiotoxina         | Cardiotoxina   |
|                      |                |
| -------------------- | -------------- |
| Tipus de biomolècula | proteïna       |
| Altres noms          | citotoxines    |
| Procedència          | serps Elapidae |
| Aminoàcids           | 60-62          |
| Pes molecular        | 6.5-7 kDa      |
| Punt isoelèctric     | pH>10.0        |

Les cardiotoxines (CTX, també conegudes com a citotoxines) són un grup de polipèptids d'aproximadament 60 aminoàcids, que es troben en el verí de les serps del grup Elapidae, principalment a la cobra Naja naja atra de Taiwan. Tenen una massa molecular de 6.5–7 kDa i quatre ponts disulfur. Són molècules amfipàtiques amb alta basicitat i un punt isoelèctric de >10.0. Entre les seqüències d'aminoàcids de les CTX de la cobra de Taiwan hi ha un 90% de similitud, però les variacions presenten diferents activitats biològiques. Tot i això, les cardiotoxines provoquen, en general, danys cardiovasculars.
A més de les cardiotoxines, el grup Elapidae també presenta neurotoxines i fosfolipases A2, que juntament amb les CTX són les responsables de la toxicitat i les propietats farmacològiques.

## Estructura
L'estructura primària d'aquesta proteïna està caracteritzada per la manca d'àcid glutàmic, aminoàcid polar àcid molt important en el metabolisme com a neurotransmissor. A més, les isoformes aïllades de la carditoxina de la Naja Naja Atra, no tenen histidina ni triptòfan en les seves seqüències d'aminoàcids. En les CTX és característica la seqüència de tripèptids -I-D-V- (isoleucina, aspartat i valina) o -I-N-V- (isoleucina, aspargina i valina) entre els residus 39 - 41 en la seqüència d'aminoàcids. Estudis revelen que els aminoàcid són molt importants en activitats biològiques; per exemple, un canvi en aquests pot fer que aquesta toxina no sigui tòxica.

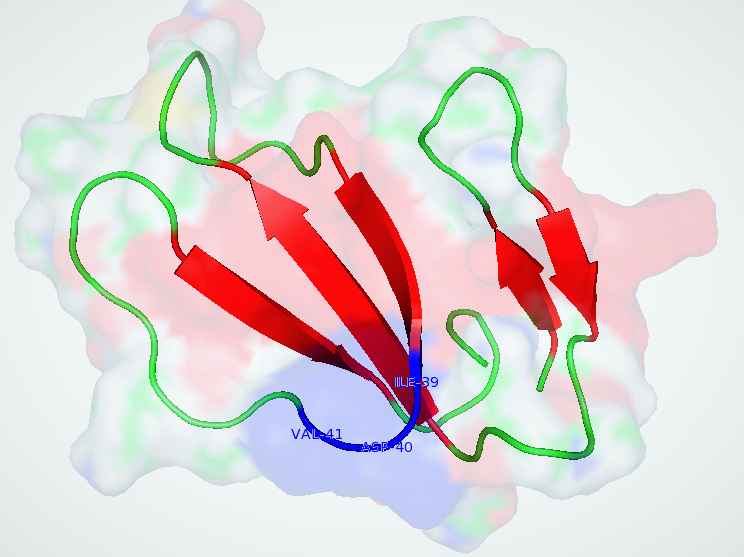
Estructura tridimensional de la CTX II amb les làmines beta marcades en vermell i en blau la seqüència d'aminoàcids I-N-V.

L'estructura de les cardiotoxines té com a característica principal tres girs formats per cinc làmines beta. Aquesta conformació causa que sigui una molècula molt hidròfoba. Les cinc cadenes beta de cada loop s'han alineat de forma antiparal·lela en dobles i triples fulles beta; i pel cap globular estan enllaçades per quatre ponts disulfurs units.
Els quatre ponts disulfur fan que hi hagi una alta densitat d'aquesta interacció a la regió del nucli i això contribueix a l'estabilitat de la molècula. A més, l'estabilitat de l'estructura de la cadena principal també és causada pels enllaços covalents dels ponts disulfur. Per exemple, l'últim enllaç disulfur fa que l'extrem C-terminal acabi rígid i uneix covalentment cinc fulles amb la cua final.
L'orientació de la cadena lateral és característica de cada cardiotoxina i dona lloc a cares còncaves i convexes en les estructures. Aquesta diferència causa la variació de les seves activitats, com també la presència de grups hidròfobs en ambdós costats de les molècules. La superfície convexa de les molècules està ocupada principalment pel grup hidròfob, que està flanquejat per residus bàsics (Lys). Aquests residus hidròfobs s'agrupen en dues àrees diferents en la molècula. Les superfícies còncaves es caracteritzen per la presència de tres disulfurs i estan situats entre les parts terminals N- i C-.

## Tipus
Les majors diferències entre les CTX estan en el procés de conformació del loop central, resultant un canvi en la concavitat de la molècula i per tant, canvis en la localització dels grups hidròfobs i hidròfils. Les petites variacions en les seqüències d'aminoàcids els fa presentar activitats biològiques diferents i dona lloc a múltiples variacions d'aquesta molècula. A continuació, s'exposen les més conegudes i estudiades.

### CTX I
Pel que fa a l'estructura de la cardiotoxina I, trobem un pèptid señal N-terminal de 21 aminoàcids a les posicions 1-21.
Aquesta toxina produeix diferents problemes: per una banda té una alta toxicitat sobre els cardiòcits, fa que els mitocondris es trenquin i té una alta afinitat a l'heparina. La cardiotoxina I causa la necrosi del múscul esquelètic poc temps després de la seva injecció: quan s'observen els teixits al microscopi es veu com la membrana plasmàtica es trenca i els mitocondris queden danyats irreversiblement. Juntament amb la CTX V, té el doble de potencial letal que la resta.

Estructura secundària de la CTX I. En blau, les làmines beta.

### CTX II
Es creu que pot interactuar amb sulfats de la membrana cel·lular, fet que comportaria la formació de porus i la seva internalització dins la cèl·lula. Els seus efectes inclouen hemòlisi, citotoxicitat, modulació de l'activitat dels enzims de les membranes i despolarització de les membranes excitables.

### CTX III

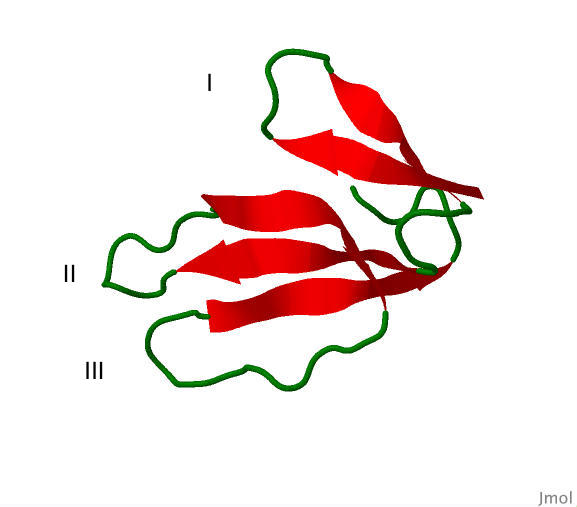
Representació dels tres bucles de la cardiotoxina III

Té la capacitat d'unir-se a la membrana i despolaritzar-la. Es creu que s'uneix als sulfats de la membrana cel·lular i gràcies a aquestes interaccions pot entrar-hi. És una de les més estudiades, degut a la seva activitat antitumoral.
| Noms | Noms              |
| --- | ----------------- |
| Cardiotoxin, cobra; Cardiotoxin A3 (Naja atra); Cytotoxin D1 (Naja naja atra); Cardiotoxin CTX-III (Naja naja atra); Cardiotoxin III (Naja naja atra venom) |                   |
| General |                   |
| Fórmula molecular | C299H486N80O78S11 |
| Identificadors |                   |
| PubChem | 72201066          |
| Propietats físiques |                   |
| Massa molecular | 6802.26234 g/mol  |

### CTX IV
Comparteix el 84,2% de la seqüència de nucleòtids del seu ADN (tres exons i dos introns situats a la mateixa posició) amb la cobratoxina, una altra proteïna tòxica del verí de la cobra Naja Naja Atra. S'han fet estudis que demostren que és molt més etable que no pas la cardiotoxina II.

### CTX V

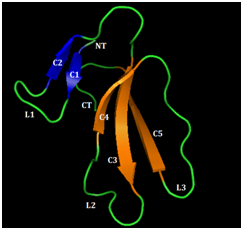
Estructura tridimensional de la cardiotoxina VI. En blau es veu el domini format per dues cadenes beta (C1 i C2) i en taronja, el segon domini que en conté tres (C4,C5 i C6). En verd estan assenyalats els loops (L1, L2, L3) i els extrems N-terminal (NT) i C-terminal (CT).

La CTX V es caracteritza per ser una de les més letals, juntament amb la CTX I. Aquesta potència letal és deguda a l'estructura tridimensional que té aquesta cardiotoxina: els residus estructurals de la punta del loop III formen una projecció diferent en forma de dit que comprèn residus no polars, que condueix a la formació d'una esquerda prominent entre els residus localitzats a la punta dels loops II i III. Tal com passa amb la CTX III, es creu que té la capacitat d'interactuar amb els sulfats que es troben a la membrana cel·lular, fet que provocaria la seva internalització a la cèl·lula. A més a més, evita la resorció òssia.

### CTX VI
Alguns estudis comenten que la conformació del loop I intervé en la hidrofobicitat de la molècula i també és important en la interacció amb la membrana.
La proteïna es pot desestabilitzar en nanosegons si es sotmet a temperatures de 473K. L'estudi realitzat per Gorai i Sivaraman mostra que primer s'afebleix la part estructural de la zona C-terminal i la primera làmina beta. Després les làmines 1 i 2 es comencen a fondre i la resta de l'estructura es va debilitant. Tot i això, les interaccions entre les làmines 3 i 5 són molt rígides i no es veuen pertorbades en tota la simulació, de manera que al final de l'experiment és l'única part que queda estable.

### CTX VII
Té activitat citotòxica lleu. La seva seqüència d'aminoàcids és idèntica a la de CTX V a excepció de 9 residus. La seva seqüência senyal es troba entre les posicions 1 i 21.

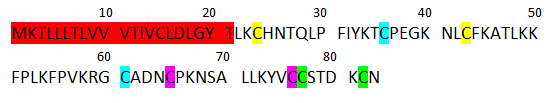
Seqüència d'aminoàcids de la cardiotoxina VII, amb els residus que formen els ponts disulfur marcats en colors i en vermell la seqüència senyal.

## Efectes
Les cardiotoxines causen la contracció del múscul esquelètic i cardíac, interfereixen en la transmissió neuromuscular i ganglionar, i despolaritzen les membranes de cèl·lules nervioses, musculars i sanguínies, causant l'hemòlisi. També poden inhibir la coagulació i presentar toxicitat selectiva en cèl·lules tumorals.

### Càncer
Les CTX inhibeixen l'activitat enzimàtica de les ATPases de Na+ i K+, i de les proteïnes cinases, perquè aquests enzims necessiten l'ATP com a substrat per dur a terme la seva funció i la cardiotoxina el que fa és lligar-se a l'ATP, perquè així es troba més estable.
La inhibició de la proteïna-cinasa C pot estar implicada en què les CTXs mostrin una citotoxicitat preferent per les cèl·lules canceroses. Alguns estudis mostren que la CTX III pot induir l'apoptosi en les cèl·lules humanes de leucèmia K562. El mecanisme d'apoptosi de les cèl·lules canceroses comença amb l'activació de les caspases 3 i 9, que s'alliberen i activen quan el citocrom c dels mitocondris surt de la membrana. La cardiotoxina III el que fa és despolaritzar la membrana mitocondrial, lligant-se a les proteïnes de la membrana, als lípids receptors, al Ca2+ o entrant dins de la cèl·lula, de manera que el mecanisme d'apoptosi comenci.

### Coagulació
Segons alguns estudis, les cardiotoxines trobades al verí de la cobra Naja nigricollis crawshawii són les més potents quant al procés d'inhibició de la coagulació.

### Contracció dels músculs
Les cardiotoxines tenen la capacitat de despolaritzar cèl·lules excitables com ara les dels músculs o les del sistema nervios, això provoca una contracció dels músculs. Tot i que el mecanisme no és clar hi ha diverses hipòtesis: se sospita que aquesta acció podria ser deguda a la unió de les cardiotoxines a lípids aniònics de la membrana cel·lular, també podria estar relacionada amb l'increment de permeabilidad per l'ió sodi, però la més recolzada és que les cardiotoxines indueixen a la membrana a alliberar ions calci.

## Farmacologia
Les cardiotoxines poden ser especialment eficaces en el tractament contra el càncer de tumors sòlids. Les proves no s'han realitzat en humans, sinó en ratolins, on s'ha observat que la injecció d'una CTX a la pròstata indueix a l'atròfia amb aplanament del revestiment epitelial; sense efectes sistèmics com la disminució del pes corporal. Per tant, mostra una disminució estadísticament significativa en el nombre de cèl·lules en proliferació, que implica un prolongat efecte d'aquesta CTX. Aquest efecte pot ser suportat carregant una citotoxina en polimicroesferes PLGA i encapsulada en una PLGA termosensible. Aquesta preparació d'alliberament pot ser eficaç dins de dues setmanes després de la injecció i, per tant, es pot considerar una preparació de la medicina perspectiva pel càncer de tractament local. També s'ha demostrat que el pèptid L1AD3, un dels molts pèptids actius de membrana, és un complement útil per a la quimioteràpia de la leucèmia de cèl·lules T humanes.
Però sobretot hem de tenir en compte que aquest camp de disseny de fàrmacs de pèptids contra el càncer és molt nou i que avançarà en el futur.

## Neurotoxines i cardiotoxines
Les cardiotoxines i les neurotoxines són homòlogues en un 50% de la seva seqüència d'aminoàcids, degut essencialment a la similar localització dels ponts disulfur. Tot i això, tenen diferents efectes farmacològics.
Les cardiotoxines tenen efectes tòxics en el cor, mentre que les neurotoxines bloquegen els receptors nicotínics d'acetilcolina. Les neurotoxines tenen els receptors d'acetilcolina ben establerts (típic de molècules neuromusculars), en canvi les cardiotoxines no tenen dianes cel·lulars definides.
La unió d'acetilcolina al receptor de la membrana postsinàptica provoca un canvi de la conformació del receptor, que crea l'obertura del canal iònic pel qual passen ions sodi i potassi, degut al gradient de potencial electroquímic. Això produeix la despolarització de la membrana de la cèl·lula muscular, que és el senyal inicial de la contracció muscular. Per tant, les neurotoxines inhibeixen el control neuronal sobre les concentracions d'ions i poden causar paràlisi.

## Tractament contra el verí
Tot i que l'enverinament per Elapidae en Europa i Amèrica del Nord no és comú, és bo saber com reaccionar en aquestes situacions. Si la neurotoxicitat és greu, els tractaments més recomanables són l'antiverí, els inhibidors de la colinesterasa i la ventilació mecànica. També es pot fer un tractament amb inhibidors de l'acetilcolinesterasa per disminuir els requeriments de ventilació mecànica. En cas de no haver-hi un centre sanitari a prop, s'ha de fer un torniquet.